# Opuntia microdasys
Opuntia microdasys es una especie perteneciente a la familia Cactaceae, nativa de México central y septentrional.
En México es conocida con los nombres de cegador, nopal cegador o nopalillo cegador, en referencia a que las glóquidas que se les clavan en los ojos a los animales que pastan pueden causarles ceguera (Standley, 1914).

## Características
Cactus  muy ramificado, puede formar densos arbustos de 1 m de altura o más. Los segmentos, de 8 a 15 cm de largo, son ovales u oval-alargados de color verde amarillento y cubiertos de vellosidad corta. Las grandes areolas se encuentran muy juntas unas de otras, de ellas surgen densos gloquidios amarillos o marrones. Las flores, de unos 4 cm, son de color amarillo pálido, con las puntas rojizas. Los estambres y el pistilo son blancos, estigma con 6 a 8 lóbulos.

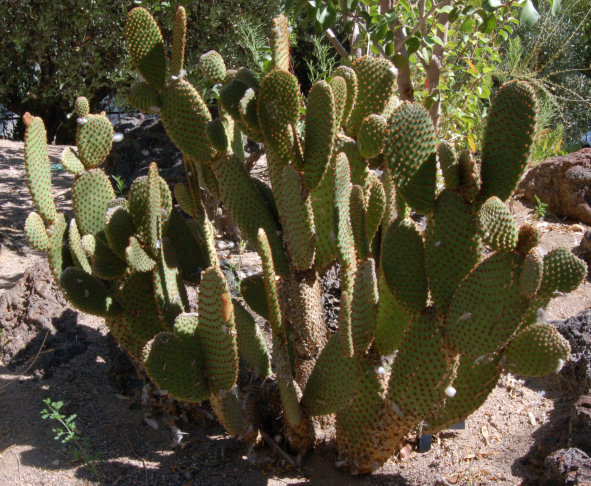
O. rufida

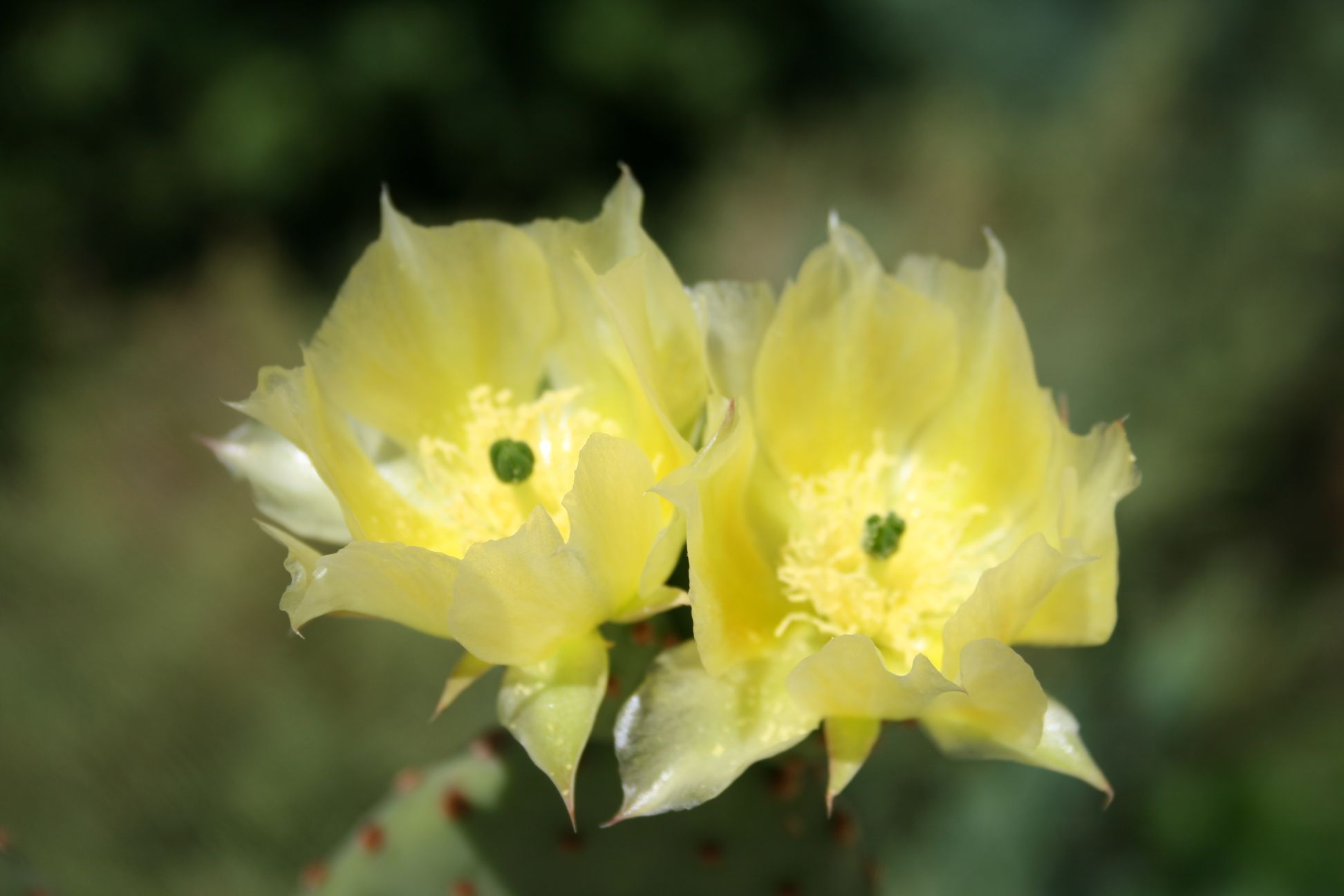
Flor.

La especie Opuntia rufida, estrechamente emparentada, difiere de ésta en los gloquidios, de color marrón rojizo. Su hábitat se encuentra mucho más al norte y en Texas occidental.
Algunos botánicos tratan ambas especie como una sola.

## Taxonomía
Opuntia microdasys  fue descrita por (Lehm.) Pfeiff. y publicado en Enumeratio Diagnostica Cactearum 154. 1837.
Etimología
Opuntia: nombre genérico  que proviene del griego usado por Plinio el Viejo para una planta que creció alrededor de la ciudad de Opus en Grecia.

microdasys: epíteto formado por étimos procedentes de los términos griegos "mikros", pequeño, y "dasus", peludo.
Variedades
Esta especie tiene dos variedades:
- O. microdasys var. albispina (llamada popularmente alas de ángel, orejas de conejo, nopal cegador o nopalillo cegador) con segmentos de color verde fuerte, delgados y muy pequeños y areolas con gloquidios de color blanco. Flor blanco amarillenta.
- O. microdasys var. pallida con segmentos alargados y gloquidios amarillos. Flor amarillo claro.

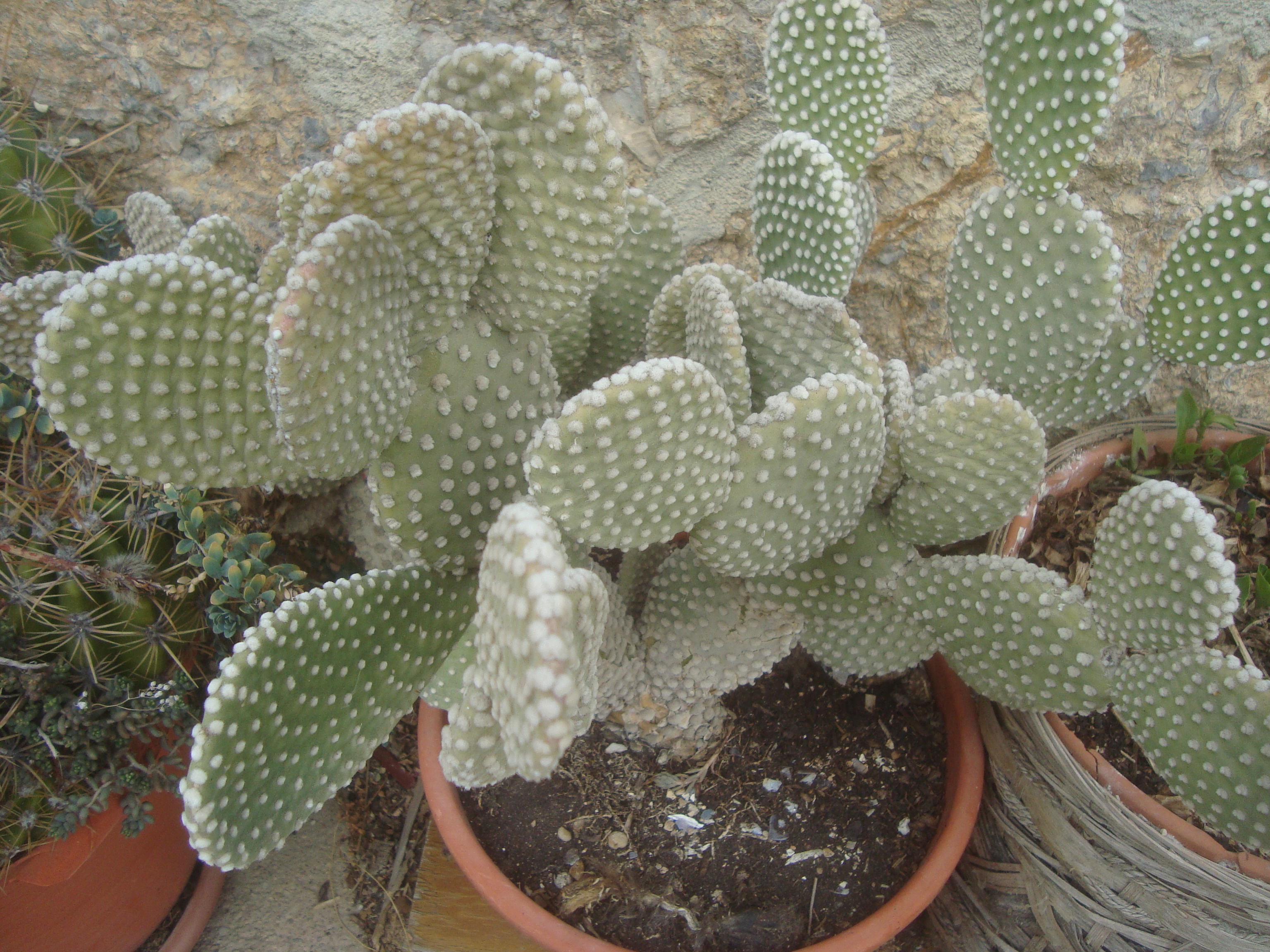
Cactus "Opuntia microdasys".

Sinonimia
- Cactus microdasys Lehm.Cactus "Opuntia microdasys".

subsp. microdasys
- Opuntia macrocalyx Griffiths

subsp. rufida (Engelm.) U. Guzmán & Mandujano
- Opuntia herrfeldtii Kupper
- Opuntia lubrica Griffiths
- Opuntia microdasys var. rufida (Engelm.) K. Schum.
- Opuntia rufida Engelm.
- Opuntia rufida var. tortiflora M.S. Anthony[6]